# Corera
Corera è un comune spagnolo di 252 abitanti situato nella comunità autonoma di La Rioja.